# برنت الشمالية (دائرة انتخابية في المملكة المتحدة)
برنت الشمالية  (بالإنجليزية: Brent North)‏ هي إحدى الدوائر الانتخابية في المملكة المتحدة الممثلة في مجلس العموم في برلمان المملكة المتحدة.
عضو البرلمان الذي يمثلها حالياً هو :Barry Gardiner (Lab).